# Miskolci repülőtér
A miskolci repülőtér (IATA: MCQ, ICAO: LHMC) egy kisméretű, füves repülőtér volt Miskolcon. 1947 és 1967 között belföldi járatok is közlekedtek, ezután csak sportcélokra használták 2022-es bezárásáig. Végállomása az MVK Zrt. következő buszjáratainak: 3A, 8, 14, 20, 24, 36, 54, 240. 2018-ban hozták nyilvánosságra, hogy a miskolci repülőtér 2019-ben megszűnik, a területén ipari park létesül. Ma a repülőtér egy privát, nem használt terület.

## További adatok
- Magasság: 119 m
- Hívójel: Miskolc INFO
- Frekvencia: kijelzett: 132,215 MHz, működési: 132,2166 MHz
- Nem nyilvános repülőtér
- Csak nappali VFR repülés folytatható

## Története

### A kezdetek és a II. világháború
Miskolc város repülőterének a területét 1931-ben jelölték ki a város északi mezőgazdasági területén. Ezt megelőzően a Miskolcot Felsőzsolcával összekötő út északi oldalán zajlottak a repülések. Az újonnan létesített repülőtér feladata az akkor alakuló légierő iskola és kiképző feladatainak ellátása volt.
A repülőteret a motoros repülők és a Bükk-Mátravidéki Aero Club vitorlázó gépei közösen használták.
A Horthy Repülőalap támogatásával 1934-ben vitorlázórepülő kiképző központ létesült Sajókápolnán, illetve egy leszállóhely Arnóton, így a vitorlázórepülő előképzés különvált a motoros és katonai képzéstől. A miskolci repülőtérhez kapcsolódóan több épületet és hangárt építettek.
A második világháborút megelőzően a motoros kiképzés keretein kívül egy futárrepülő raj és a VII. Közelfelderítő Repülőszázad állomásozott a repülőtéren.
Az 1938. november 2-án meghozott  Első bécsi döntés után a Felvidék  egy része visszatért az országhoz. 1939. március 14-én kikiáltották a Szlovák Köztársaságot. A magyar kormány március 13-án elrendelte a katonai készültséget Kárpátalja visszacsatolására. A szlovák légierő a magyar csapatokat támadta, ezért a magyar Légierők Parancsnoksága rendeletére a hazai repülőerőket átcsoportosították. A miskolci repülőtérre került az 1. vadászrepülő ezred kötelékéből az 1/2. (’Ludas Matyi’) vadászszázad. A század 9 darab, Fiat Cr-32 típusú vadászgéppel települt ide. 1939. március 24-én délután, innen vettek részt az Igló és Sebastova szlovák repülőterek elleni támadásban, ahová a debreceni bombázóosztály 18 darab, Ju-86K-2 típusú bombázógépének biztosítottak kíséretet. Miután a vadászszázad felszállt, a bombázók egy gépe (3/5. bombázószázad) tévedésből a miskolci repülőtérre dobott bombákat. A szlovák repülőterek elleni bevetésen veszteség nem volt. Miután március 31-én a két ország aláírta az új határokról szóló egyezményt az 1/2. vadászszázad Veszprémbe települt vissza.
1940. nyarán a Román Királysággal is kiéleződött a helyzet Erdély miatt. Július 2-ától az 1. repülődandár egységeit széttelepítették. Július 6-án települt a miskolci repülőtérre a 4/II. nehézbombázó osztály, Ju-86K-2 gépekkel. A diplomáciai tárgyalások eredményeként harci cselekményekre nem került sor, ezért a bombázó osztály július 18-án hazatelepült Veszprémbe. 
1941. június 22-én hajnalban Németország megtámadta a Szovjetuniót. A hazai vadászerő egy részét hazánk északkeleti részére csoportosították át, főleg a hadiiparilag jelentős Diósgyőr – Ózd körzet védelmére. (Az 1/1. ’Dongó’ vadászszázad és az 1/2. ’Ludas Matyi’ vadászszázad Felsőábrányba, ma Bükkábrány, települt, 9-9 darab Fiat Cr-32 géppel.) Még ezen a napon a miskolci repülőtérre vezényelték az I. vadászosztály, 2/4. ’Repülő Tőr’ századát. A vadászszázad 9 darab, Fiat Cr-42 típusú vadászgéppel települt ide. Kassa 1941. június 26-án, 13 óra körül történt bombázása után a Felsőábrányban települt vadász alakulatokat riasztották és nem a miskolcit.
1940. július 4-én az első repülődandár parancsnokságát Görömböly-Tapolcára (mai neve Miskolctapolca) helyezték.
A háború alatt a repülőtér átmenetileg kiegészült egy könnyűbombázó repülőszázaddal. A felvidéki és a kezdeti keleti hadmozdulatok után a harci felszállásokat Felsőábrány (mai nevén Bükkábrány), Sajóörös és Rakamaz hadi repülőtereiről hajtották végre. 1942-ben a Kassai Repülőakadémia egy évfolyama is áttelepült Miskolcra. A háború végén a megszálló román haderő repülőgépei is állomásoztak a repülőtéren 1944 novemberétől egészen 1945 júniusáig. A Kecskeméti Vadászrepülő Század Jak–9P típusokkal Miskolcra települt 1949 augusztusában. A korszerű nagy sebességű, így hosszabb futópályát igénylő repülőgépek megjelenésével viszonylag kis mérete miatt a miskolci repülőtér jelentősége fokozatosan csökkent, majd katonai alkalmazása megszűnt.

### A repülőtér az 1950-es, 1960-as években
A háborút követően, 1946-ban, miután a Közlekedési Minisztérium hatáskörébe került a  repülőtér, a  MASZOVLET rövidesen megindította belföldi légi járatait. A repülőtér átalakítása és a közúti aluljáró elkészítése után, 1947. június 23-án indították el a Budapest–Miskolc közötti rendszeres járatot.

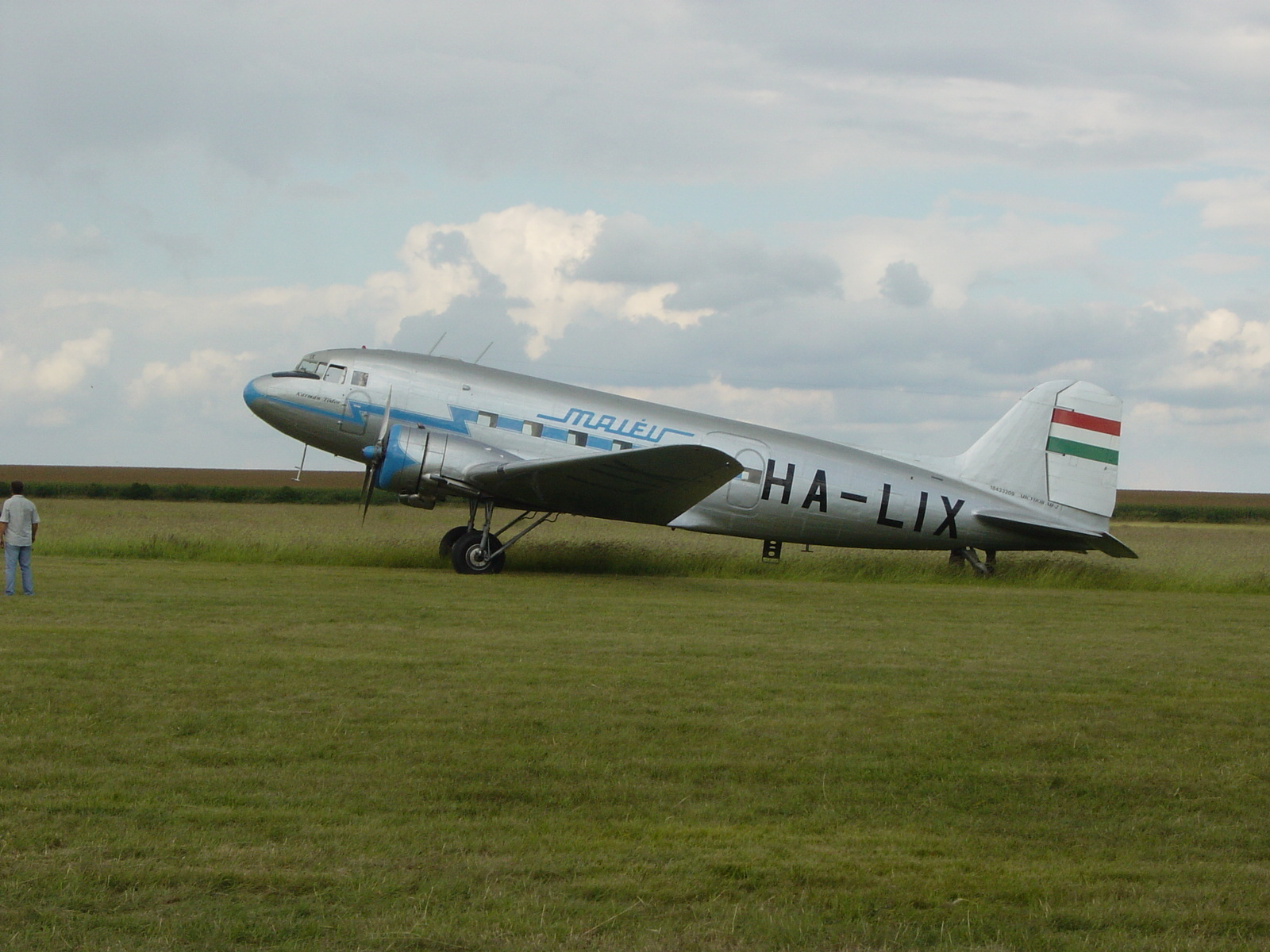
Egy Li–2 repülőgép, ilyenek teljesítették a Budapest–Miskolc járatot

A főépületet felújították, így a belföldi forgalomban közlekedő Li–2 és Il–14 típusú utasszállító repülőgépek is érintették a repülőteret. A belvárosból autóbusz szállította ki az utasokat a gép indulása előtt és biztosította kiszolgálásukat. Az utasok a főépület jelenleg használaton kívüli bejáratán közelítették meg a váró- és jegykezelő helyiséget, a mai nagytermet. Ezt követően a teraszon át vezetett az útjuk az épület előtti betonon várakozó repülőgéphez.
Katonai feladatának megszűnése után a Sajón túli épületek különváltak, a félkész katonai épületeket lebontották. Ekkor alakult ki mai jellege a területnek. A sajókápolnai repülőtér megszüntetése után a sportrepülők is a repülőtér állandó használóivá lettek. A belföldi légi szállítás megszüntetése után a repülőtér üzemeltetését a Magyar Honvédelmi Szövetség (MHSZ) Repülő és Ejtőernyős Klubja vette át. A repülőtéren aktív motoros, vitorlázórepülő és ejtőernyős sportélet kezdődött.
A MALÉV gazdasági hátterének kiesése után az MHSZ központi keretéből és a megye nagyobb vállalatai segítségével működött a repülőtér és a repülőklub. A repülőklub tagsága nagyrészt társadalmi munkában tartotta fent a repülőteret és bővítette az épületeket. 1974-ben a hangár tetőszerkezete egy alapos ellenőrzés és sátras hangártárolás után felújításon esett át. Ekkor merült fel ismét egy Arnót melletti terület repülőtérként. A beruházás nem valósult meg, de a terv képviselői a közeli magasfeszültségű vezeték veszélyességét és a repülőtér alkalmatlanságát annyira túlhangsúlyozták, hogy az végül a repülőtér lekorlátozásához vezetett. Emiatt 1979-től 1982-ig nem folyhatott kiképzés a repülőtér légterében. Mindezek ellenére nagyszerű repülőélet jellemezte az akkori éveket, sőt 1987-ben a Szocialista Országok Műrepülő Versenyét Miskolcon tartották.

### A rendszerváltás után
A repülőtéri meteorológiai állomás 1991 őszén felköltözött az Avasra. 1998-ban a légtérszerkezet átalakítása során megszűnt a repülőtér ATZ és TIZ légtere (körzethatára). Az információs szolgálat illetékességi területe megszűnt, jelentősége csökkent. A többi repülőtérhez hasonlóan a tulajdon rendezetlensége a miskolci repülőtértől is távol tartotta a befektetőket, így fejlesztése leállt. Mára azonban legnagyobb hátrányává vált kivételesen jó fekvése és értékes területe. Egyre inkább körbeépül, nő a beépítésére irányuló szándék.
Miskolc repülőtere adottságainál fogva nem került fel a központilag fejleszteni kívánt légikikötők listájára, mivel nem határváros, és az országot keleti, északkeleti irányban magánrepülőgéppel elhagyni szándékozók száma egyrészt csekély, másrészt válogathatnak az előnyösebb helyzetben lévő határközeli repülőterek között. 2007. június 13-án a Nemzeti Közlekedési Hatóság Polgári Légiközlekedési Igazgatósága soron kívül kiadta a Miskolci repülőtér részére a 2008. május 31-éig érvényes üzembentartási engedélyt a légiközlekedéssel összefüggő tevékenységek végzésére. A korábbi, néhány napos felfüggesztést okozó gondok ezzel elhárultak, így a polgári repülés egyelőre nem ütközött akadályba.
A Borsod Megyei Repülő Klub bérleti szerződése 2019-ben lejárt, és ezt a város nem kívánta meghosszabbítani. A miskolci repülőtér ezzel megszűnik, a területén ipari park létesül. 2022. április 30-án a Borsod Megyei Repülőklub rendezvényével búcsúzott a repülőtér. Ezt követően Sajópetri határában terveztek új repülőteret kialakítani, a legújabb, 2025-ös tervek szerint viszont ismét Miskolctól északra, a Csorba-tó környékén fog épülni az új reptér.
A repülőtér eredeti helyén a helikopteres légimentő bázis továbbra is üzemel V. osztályú heliportként, kijelölt futópályák, ICAO kód és frekvencia nélkül.